# میاکه، توکیو
میاکه، توکیو (به لاتین: Miyake, Tokyo) یک منطقهٔ مسکونی در ژاپن است که در Miyake Subprefecture واقع شده‌است. میاکه ۵۵٫۲۷ کیلومترمربع مساحت و ۲٬۴۵۱ نفر جمعیت دارد.